# Маралдинський сільський округ
Маралди́нський сільський округ (каз. Маралды ауылдық округі, рос. Маралдинский сельский округ) — адміністративна одиниця у складі Курчумського району Східноказахстанської області Казахстану. Адміністративний центр — село Маралди.
Населення — 848 осіб (2021; 1667 у 2009, 2612 у 1999, 3353 у 1989).
Станом на 1989 рік існувала Мараліхинська сільська рада (села Алтай, Кистаукурчум, Мараліха, Платово, Пугачово). Села Алтай та Саритау були ліквідовано 2007 року.

## Склад
До складу округу входять такі населені пункти:
| Населений пункт     | Старі назви   | Населення, осіб (1989) | Населення, осіб (1999) | Населення, осіб (2009) | Населення, осіб (2021) |
| ------------------- | ------------- | ---------------------- | ---------------------- | ---------------------- | ---------------------- |
| Алтай, село         | -             | 178                    | 85                     | -                      | -                      |
| Курчумкістауи, село | Кистау-Курчум | 513                    | 424                    | 296                    | 152                    |
| Маралди, село       | Мараліха      | 1614                   | 1227                   | 833                    | 470                    |
| Саритау, село       | Платово       | 153                    | 94                     | -                      | -                      |
| Ушбулак, село       | Пугачово      | 895                    | 782                    | 538                    | 226                    |